# Beppe Grillo
Giuseppe Piero Grillo, detto Beppe (Genova, 21 luglio 1948), è un comico, cabarettista, politico, blogger e attore italiano.
Lanciato nel mondo della televisione nel 1977, raggiunse in pochi anni una grande popolarità, che nel decennio successivo gli valse la partecipazione come protagonista in alcuni film commedia e il ruolo di testimonial in campagne pubblicitarie di grande successo. A partire dagli anni novanta si è dedicato prevalentemente agli spettacoli dal vivo, monologhi sull'attualità spesso di taglio ambientalista o legati all'economia.
Il blog beppegrillo.it, aperto nel 2005, è stato per alcuni anni tra i più frequentati siti web italiani e uno dei blog più visitati al mondo. Tramite la nutrita comunità virtuale di lettori del blog, Grillo ha promosso iniziative di grande impatto mediatico e poi è stato ispiratore di liste civiche che facevano riferimento al suo nome (tra queste, la lista Amici di Beppe Grillo, presentatasi in occasione delle elezioni regionali in Sicilia del 2008). Nel 2009, con la collaborazione dell'imprenditore Gianroberto Casaleggio, che curava già il sito, ha dato vita a un movimento politico, il Movimento 5 Stelle, assumendone il ruolo di "garante" e di capo politico. Alle elezioni politiche del 2013 venne indicato ufficialmente come capo politico del Movimento 5 Stelle, che raccolse a sorpresa un quarto dei voti.
Grillo è diventato uno degli esempi più importanti dell'ondata populista sorta in Europa negli anni 2010.

## Biografia
Beppe Grillo nacque e crebbe a Genova nel quartiere di San Fruttuoso, secondo figlio di Piera Tieghi (pianista) ed Enrico Grillo, siciliano, titolare di una fabbrica di attrezzature per il taglio e la saldatura dei metalli a fiamma (la Cannelli Grillo di Genova). Si diplomò in ragioneria all’istituto privato “Ugolino Vivaldi” e intraprese gli studi universitari alla Facoltà di Economia e commercio dell'Università degli Studi di Genova, senza tuttavia mai laurearsi.

## Carriera come comico

### Inizio della carriera
Dopo un'iniziale attività di rappresentante di commercio nel campo dell'abbigliamento e dopo aver provato a lavorare per un periodo nell’azienda del padre, Beppe Grillo cominciò la carriera di comico, improvvisando un monologo nel corso di un provino. Nel 1977, mentre si esibiva nel cabaret milanese La Bullona, fu notato da Pippo Baudo. Venne subito lanciato in televisione da Baudo, che gli impose il cambio di nome d'arte da Giúse, come lo chiamavano da sempre gli amici, a Beppe Grillo, nel gioco a quiz Secondo voi, andato in onda tra il 1977 e il 1978, cui fecero seguito, nel 1979, altre partecipazioni a Luna Park, sempre condotto da Baudo, e a Fantastico.
Nel 1978 condusse il Festival di Sanremo assieme a Stefania Casini, Maria Giovanna Elmi e Vittorio Salvetti (in anni successivi, vi partecipò diverse volte in veste di comico). Nel 1979 condusse Fantastico insieme a Loretta Goggi.

### Anni ottanta

Beppe Grillo con Mario Merola nel 1982

Negli anni ottanta fu protagonista delle trasmissioni Te la do io l'America (1981) e Te lo do io il Brasile (1984), entrambe in sei puntate e dirette da Enzo Trapani, in cui raccontava la sua esperienza di viaggio negli Stati Uniti e in Brasile, con aneddoti e battute sulla cultura, lo stile di vita e le bellezze di quei luoghi. Nel 1984 partecipò come ospite al Festival di Sanremo, presentando anche gli ospiti d'onore di quell'edizione, i Queen. Nel 1985, oltre a prendere parte nuovamente come ospite al Festival di Sanremo, animò Grillometro, altra trasmissione costruita sulle proprie esperienze personali. Dal 1986 al 1988 fu testimonial negli spot per lo yogurt Yomo, che vinsero la Palma d'oro a Cannes premio ANIPA, Art Director's club, Spot Italia Pubblicità e successo, Gran Premio Internazionale della TV (il Telegatto, vinto per la sesta volta).

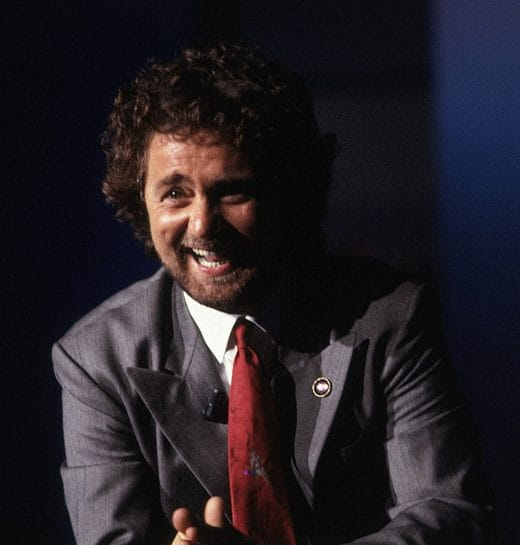
Beppe Grillo al Festival di Sanremo 1988

Le sue esibizioni andarono caratterizzandosi, nel tempo, per una crescente quota di contenuti satirici, espressi in forma sempre più diretta e pungente. Il 15 novembre 1986, durante un varietà televisivo del sabato sera, Fantastico 7, pronunciò una battuta sul Partito Socialista e sul suo segretario Bettino Craxi, all'epoca anche Presidente del Consiglio dei ministri:
Il fatto ebbe come conseguenza l'allontanamento per breve tempo di Grillo dalla televisione pubblica: partecipò soltanto come ospite al Festival di Sanremo 1988 e al Festival di Sanremo 1989.
Nel cinema lavorò, tra il 1982 e il 1988, come attore nei tre film Cercasi Gesù (1982), Scemo di guerra (1985) e Topo Galileo (1988), diretti rispettivamente da Luigi Comencini, Dino Risi e Francesco Laudadio. Nel 1982, per l'interpretazione di Cercasi Gesù, vinse il David di Donatello nella categoria miglior attore esordiente e il Nastro d'argento nella stessa categoria.

### Anni novanta

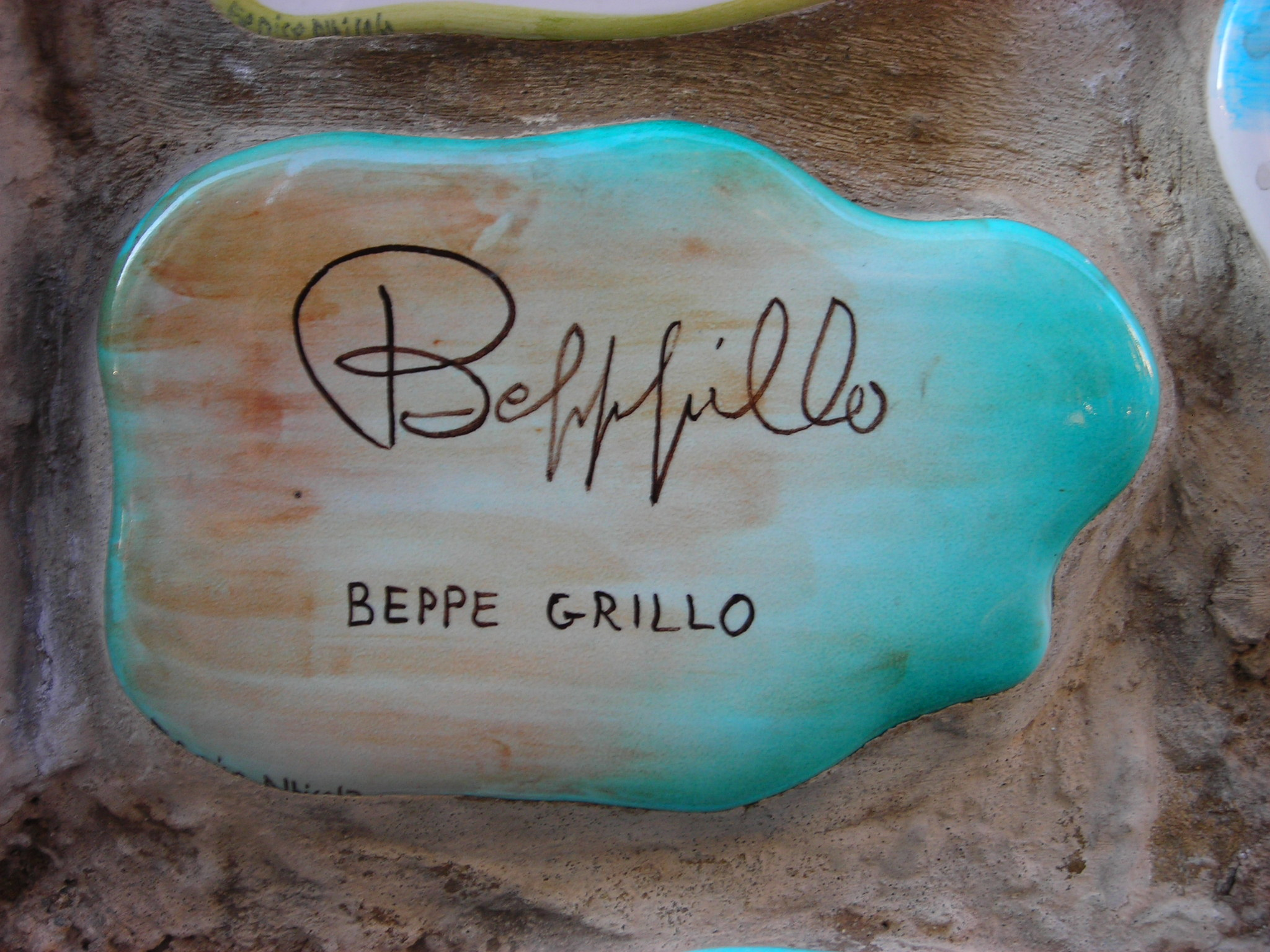
La piastrella del muretto di Alassio in provincia di Savona autografata da Grillo

In questo decennio Grillo cominciò a portare sulle scene recital dall'impronta ambientalista e politica in senso lato. Il primo, intitolato Buone notizie, fu scritto in collaborazione con Michele Serra per la regia di Giorgio Gaber e costituì il suo esordio teatrale.
Il Beppe Grillo Show fu trasmesso su Rai 1, dal Teatro delle Vittorie di Roma, il 25 novembre e il 2 dicembre 1993 con ottimi risultati in termini di ascolti: circa 15 milioni di telespettatori a sera. Lo show rappresentò l'ultima apparizione di Grillo sulle reti generaliste.
Dopo aver denunciato dai suoi spettacoli il presidente della STET per lo scandalo dei numeri telefonici a pagamento 144 e delle relative hot-line, in cui definiva Biagio Agnes "magnaccia", ed essere in causa per 10 miliardi di lire di risarcimento, l'anno successivo partecipò all'assemblea degli azionisti STET.
Nel 1996 cantò in duetto con Mina il brano Dottore, contenuto nell'album Cremona.
Nel 1998 il gruppo francese Canal Plus, proprietario della televisione a pagamento TELE+, trasmise i suoi spettacoli, compreso un monologo di circa mezz'ora, mandato in onda la sera del 31 dicembre, subito dopo il tradizionale discorso di fine anno del Presidente della Repubblica Italiana, del quale costituì una sorta di parodia. Il titolo della trasmissione era Discorso all'umanità e si ripeté con le stesse modalità dal 1998 al 2001, andando in onda in chiaro e senza interruzioni pubblicitarie. Quando però, nel 2002, TELE+ fu venduta a Rupert Murdoch, si interruppe anche questa esperienza televisiva.
Il 10 giugno 2002, al proposito Grillo dichiarò:
Gli anni novanta di Grillo segnarono il suo passaggio dai mass media ai teatri e alle piazze, con spettacoli come Un grillo per la testa, Cervello e Apocalisse morbida.

### Dal duemila

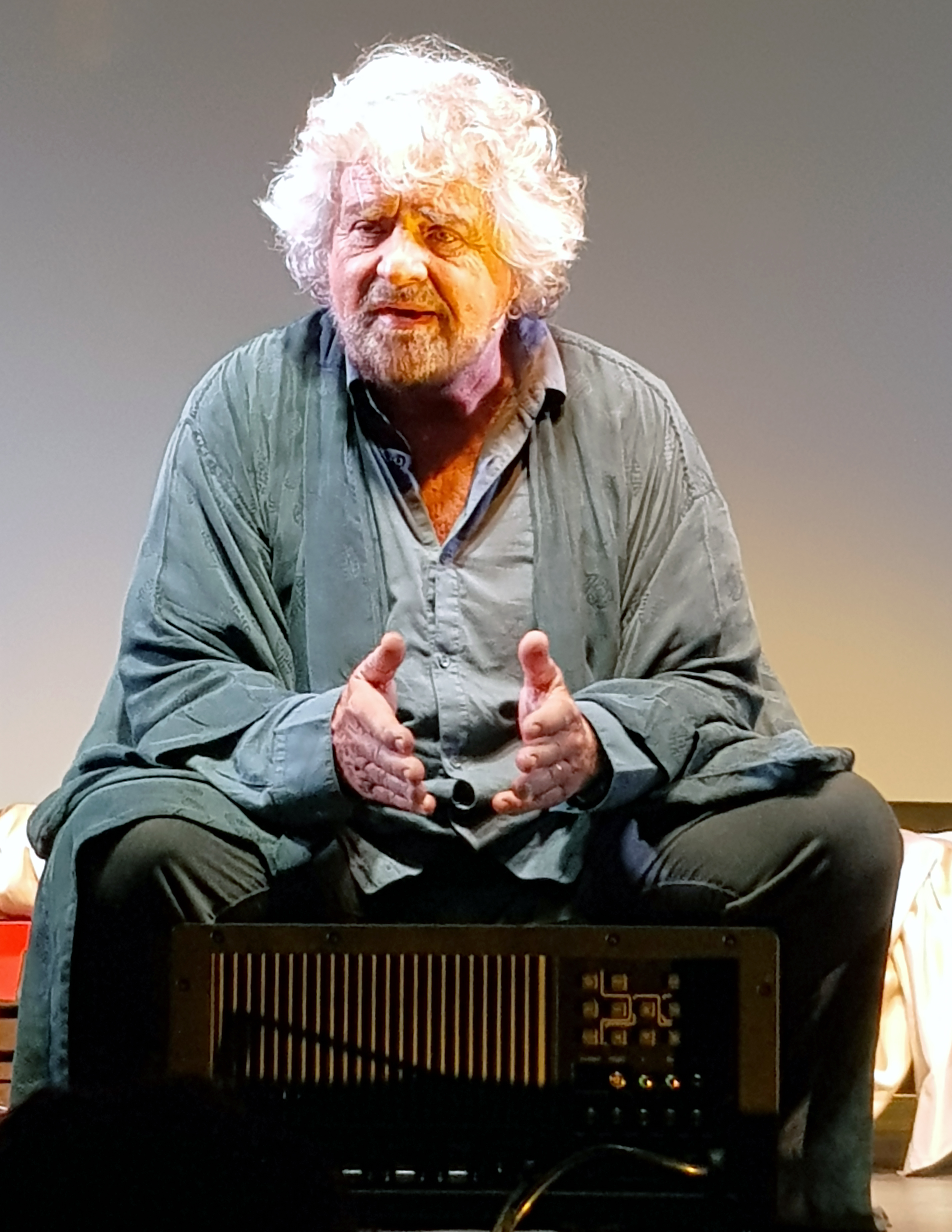
Beppe Grillo a Roma il 24 marzo 2018

Negli anni duemila, con i suoi spettacoli attaccò i bilanci delle multinazionali più indebitate del paese, anticipando il crac Parmalat, ed aprì il blog beppegrillo.it assieme a Gianroberto Casaleggio, aderendo alle licenze Creative commons. La collaborazione con Casaleggio portò all'emergere di un nuovo accento sul ruolo del web e dei nuovi media digitali quali motori di cambiamento della società, un aspetto destinato a diventare dominante negli anni a seguire e con la fondazione del Movimento 5 Stelle.
Si occupò subito di Massimo D'Alema e delle sovvenzioni al DTT a discapito del divario digitale, quindi della Telecom nella banda larga con la tecnologia dell'ultimo miglio; per la ricerca e l'innovazione inoltrò la lettera di Roberto Vacca.
A maggio 2005 guadagnò la copertina di Internazionale e in ottobre l'edizione europea del settimanale statunitense TIME lo nominò tra i personaggi europei dell'anno per gli sforzi e il coraggio nel campo dell'informazione pubblica. Nel 2006 pubblicò un libro intitolato Tutto il Grillo che conta, un compendio di monologhi e argomenti.
Nel 2006 collaborò con Stefano Montanari (direttore e proprietario della Nanodiagnostics di Modena) e Antonietta Gatti (direttore scientifico del laboratorio dei biomateriali dell'Università degli studi di Modena e Reggio Emilia) per sensibilizzare l'opinione pubblica a proposito delle ricerche sugli inquinamenti da nanoparticelle e sulle nanopatologie dovute all'incenerimento dei rifiuti. Grillo utilizzò il proprio blog anche come piattaforma per promuovere una raccolta fondi per acquistare un nuovo microscopio per la ricerca sulle nanopatologie. Nel 2007 collaborò con Giorgia al brano Libera la mente, presente nell'album Stonata.
Tuttavia, col beneplacito di Grillo, dopo un equivoco iniziale riguardo l'attendibilità dei due divulgatori e le successive proteste degli stessi Montanari e Gatti, il microscopio venne poi donato all'Università di Urbino, dove restò utilizzabile per fini no-profit, come la raccolta fondi prevedeva, rendendo così possibile il suo uso nella ricerca delle nanopatologie anche da parte dei coniugi Montanari; mentre dal 2010 la consulenza ufficiale del blog sugli inceneritori passò all'oncologa Patrizia Gentilini.
Oltre a collaborare attivamente nella lotta contro la costruzione degli inceneritori, si interessò di energie rinnovabili, vita politica ed economia. Nel 2006 venne messo in vendita il DVD Beppe Grillo 2006 Incantesimi, della durata di circa 2 ore. Fra le altre cose Grillo parlava di politica, trasporti, copyright, inceneritori, centrali a carbone, CIP6 e di case farmaceutiche. Riguardo all'informazione, oltre all'entusiasmo nei confronti di Internet e dei blog che permettono di saltare il filtro degli editori, è presente anche un breve elogio a Wikipedia.
Il tour 2007, iniziato il 16 febbraio 2007 da Pordenone, prese il nome di Reset. Il 13 marzo 2007 Grillo annunciò sul suo blog di voler fare l'editore e lanciò la collana beppegrillo.it, poi diventata Adagio nel 2012. I libri sono tratti dai suoi spettacoli, dalle sue iniziative e dal suo blog; ha pubblicato, inoltre, traduzioni di libri inediti in Italia. Il primo libro pubblicato fu Schiavi Moderni – Il precario nel Paese delle meraviglie, che raccoglie le storie a lui inviate, tramite il blog, dagli italiani che lavorano da precari; venne per questo attaccato da Pietro Ichino, ma difeso da Mauro Gallegati. Nel 2007 pubblicò inoltre Tutte le battaglie di Beppe Grillo, mentre a maggio, nello stesso mese della pubblicazione, recensì positivamente il libro La casta. Nel 2009 insieme con Greenpeace pubblica il DVD Terra Reloaded.

## Carriera politica

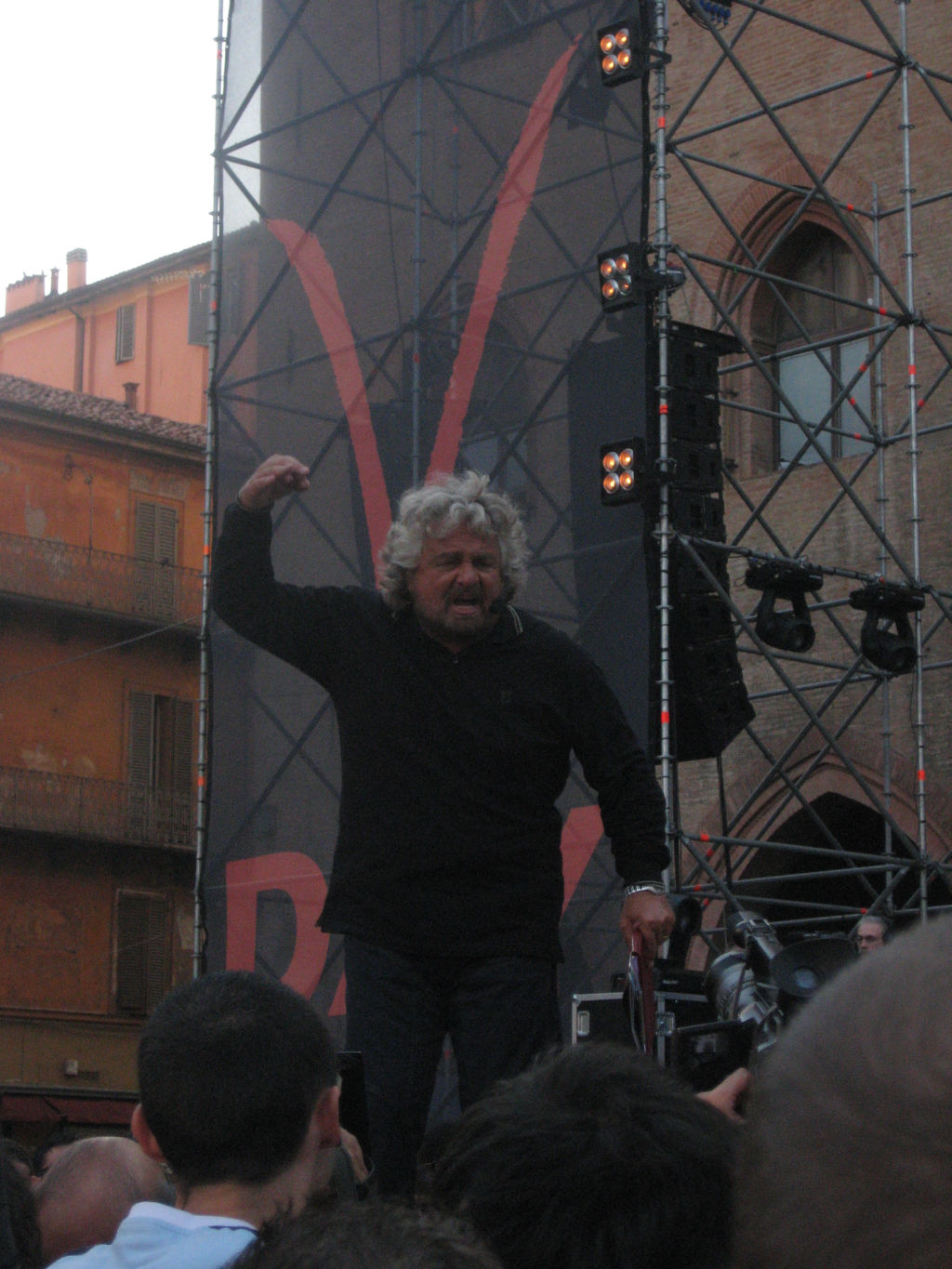
Beppe Grillo al V-Day di Bologna nel 2007

### Manifestazioni popolari
Il 26 giugno 2007 Grillo tenne un discorso al Parlamento europeo nel quale discusse di nuove tecnologie e della presenza di condannati nel Parlamento italiano. Nella stessa occasione annunciò l'organizzazione del Vaffanculo-Day, un'iniziativa finalizzata alla raccolta di firme per la presentazione di una legge di iniziativa popolare riguardante i criteri di candidabilità ed eleggibilità dei parlamentari, i casi di revoca e decadenza dei medesimi e la modifica della legge elettorale. Durante l'iniziativa, tenutasi l'8 settembre 2007 in numerose piazze italiane e presso diverse ambasciate italiane all'estero furono raccolte 336.144 firme, di molto eccedenti le 50.000 necessarie alla presentazione della proposta di legge.
L'iniziativa ebbe un seguito il 25 aprile 2008, quando si tenne il cosiddetto V2-Day, dedicato al tema dell'informazione.

### Nascita del Movimento 5 Stelle
A gennaio 2008 Grillo annunciò sul blog l'avvio di una fase di partecipazione politica diretta attraverso "liste civiche a 5 stelle", da lui stesso «certificate», portatrici delle istanze degli attivisti. L'8 marzo 2009 i rappresentanti delle liste civiche certificate sottoscrissero a Firenze i punti programmatici essenziali, orientati soprattutto ai temi dell'ambientalismo e dei beni comuni.

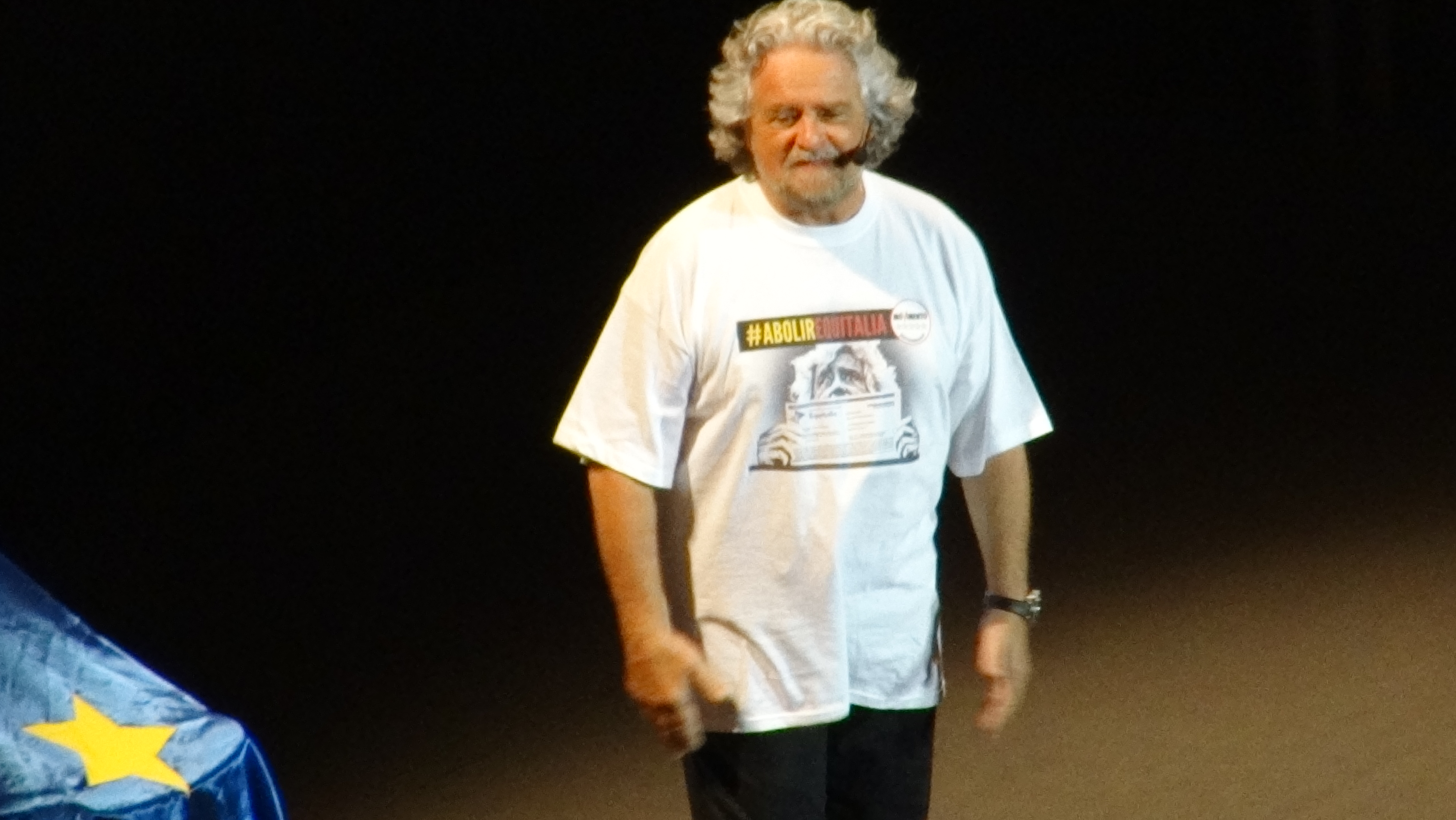
Beppe Grillo durante il tour Te la do io l'Europa a Roma nel 2014

Il successivo 12 luglio annunciò la sua candidatura alle elezioni primarie per la segreteria del Partito Democratico, con il medesimo programma delle "Liste Civiche a Cinque Stelle a livello nazionale". Il 14 luglio però la Commissione Nazionale di Garanzia del Partito Democratico rigettò la candidatura e l'iscrizione al partito, contestandogli di riconoscersi in movimenti che si oppongono apertamente al PD.
In seguito all'impossibilità di candidarsi alle primarie del PD, annunciò di voler fondare un proprio movimento politico, denominato "Movimento nazionale a cinque stelle", avente sempre il medesimo programma delle "Liste Civiche a Cinque Stelle", la "Carta di Firenze" approvata a marzo.
Il movimento venne presentato al pubblico il 4 ottobre 2009 e annunciò la partecipazione alle successive elezioni regionali del 2010, diventando Movimento 5 Stelle.

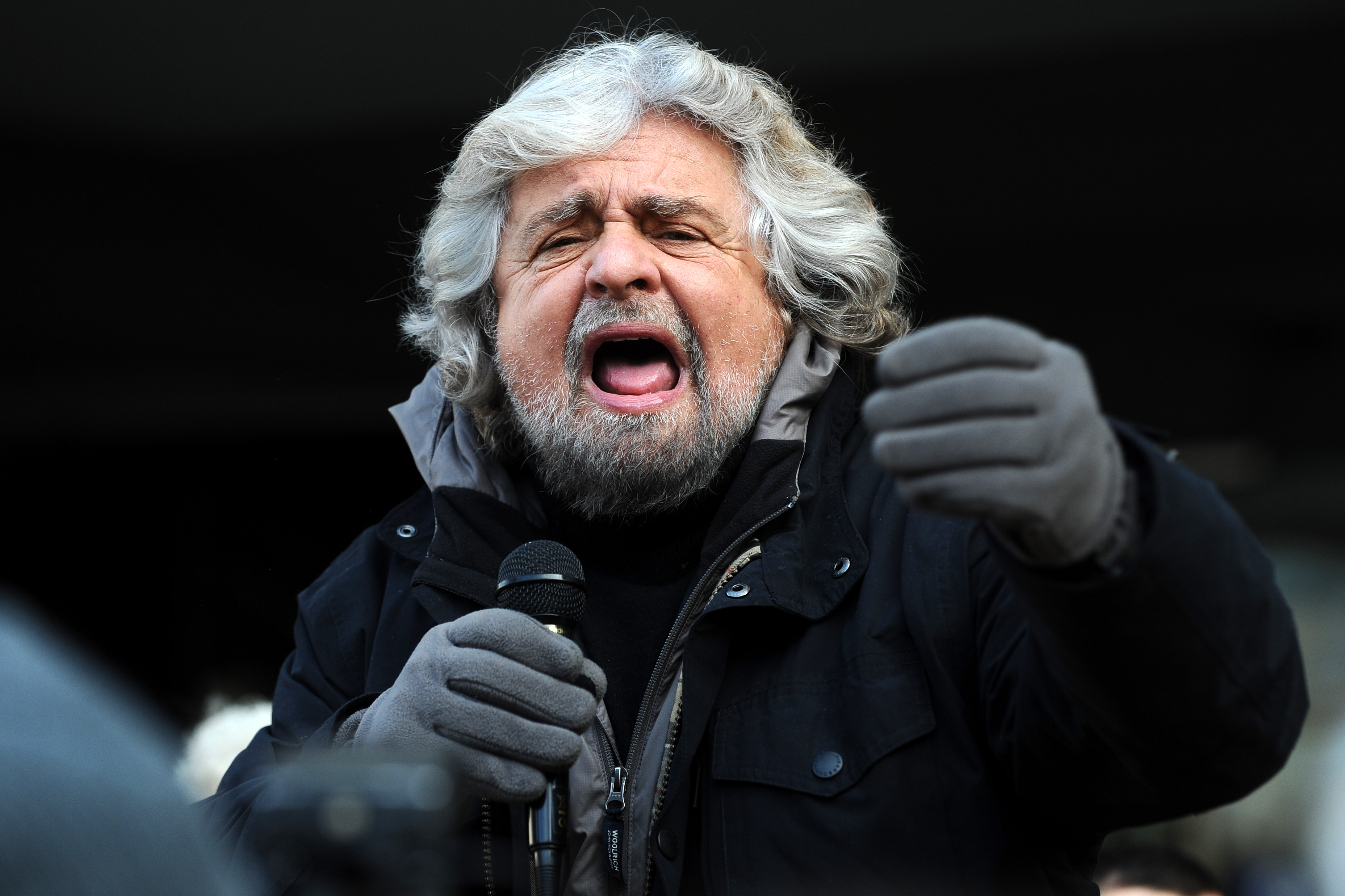
Beppe Grillo a Trento nel 2012

Insieme a Gianroberto Casaleggio e Dario Fo, scrisse Il Grillo canta sempre al tramonto - Dialogo sull'Italia e il Movimento 5 Stelle, pubblicato da Chiarelettere l'11 febbraio 2013.
Alla fine del mese dopo le elezioni, giornalisti e studiosi come John Foot ammisero nel risultato un effetto anticasta, mentre a ottobre, uno dei fondatori e attivisti di Occupy Wall Street, Micah White, elogiò il M5S, proponendo di esportarlo in America. Nel maggio 2014, prima delle elezioni europee, molte sue affermazioni in campo economico furono messe in dubbio da un articolo de l'Unità; a esso si aggiunsero altri articoli che misero in discussione le affermazioni di Grillo in altri campi.

## Blog
Insieme con Gianroberto Casaleggio Grillo è il gestore di un blog di cui il primo post porta la data del 16 gennaio 2005 (quasi in contemporanea con la prima tappa a Pordenone dell'omonimo spettacolo a pagamento 2005 Beppegrillo.it),. Il blog è aggiornato quotidianamente. A ottobre la rivista TIME lo nomina nella classifica "Gli eroi europei del 2005" insieme con Silvana Fucito, il 14 dicembre 2005 ha vinto il Premio WWW istituito da Il Sole 24 Ore come miglior sito web italiano nella categoria news e informazione.
Tecnorati ha stimato, nel 2006, il blog come il 28° più visitato nel mondo
Nel 2008, The Observer ha pubblicato una stima dei 50 blog ritenuti più influenti al mondo, posizionando quello di Beppe Grillo al nono posto. Nell'edizione 2009 della Web Celeb pubblicata dalla rivista Forbes, Grillo è collocato al 7º della classifica delle Star del Web, mentre nelle edizioni successive non è stato più incluso nella lista.
In ambito italiano, il blog di Grillo ha vinto per due volte il premio Macchianera Blog Awards organizzato da Gianluca Neri e basato su votazioni da parte degli utenti: nel 2006 e nel 2008 ha vinto il premio di "Miglior Blog".
Blogitalia ha collocato il blog stabilmente al primo posto tra i blog italiani, (ultima rilevazione del 24 aprile 2014) ma questa valutazione deve tener conto della drastica riduzione di importanza del medium blog.
Da una parte si collocano elenchi redatti da esperti del settore o basati su votazioni pubbliche dall'altra, invece, le analisi statistiche oggettive mostrano una situazione ben differente.
Un'analisi statistica compiuta attraverso Alexa colloca, nel mese di settembre 2013, il sito di Grillo al 153º posto tra i siti italiani (a gennaio del 2013 era 66°) e al posto 5.726 come Global rank a livello mondiale con una perdita, in tre mesi, di 2.146 posizioni. Nel 2015 i dati vengono aggiornati nel 171º posto tra i siti italiani e nel 7.495º posto nel mondo.
Alexa sottolinea, che il 70% dei visitatori si ferma su una sola pagina e che solo il 6,7% proviene da motori di ricerca, segno di una forte fidelizzazione dell'utenza perché in questo caso cresce il numero di contatti provenienti da link o da "preferiti". Nella stessa rilevazione si può constatare che i siti che linkano sul blog sono 8.297. Secondo una stima del 2013 de Il Sole 24 Ore, a quella data il blog avrebbe generato un ricavo annuale tra i 5 e i 10 milioni di euro. Mentre Il Fatto Quotidiano contestava la mancata attenzione su trasparenza e democrazia al servizio di Report sul M5S, dov’era nato l’interesse sul fatturato del blog, la Repubblica e diversi blogger continuavano con nuove valutazioni indipendenti; dai risultati molto eterogenei e in alcuni casi a seguito di inchieste di bassa qualità.
Occorre anche sottolineare che il registrante, amministratore e proprietario del blog non è Beppe Grillo ma risulta essere, dal database di Whois, il modenese Emanuele Bottaro mentre la registrazione del dominio risale al 15 marzo 2001, ben quattro anni prima della sua effettiva pubblicazione. Bottaro è stato presidente regionale dell'Emilia-Romagna dell'Associazione Consumatori Utenti e si definisce amico del comico. «Ho chiesto a Beppe se potevo registrare il suo nome nel 2001 prima che qualcun altro lo facesse ed è rimasto a me. Ho una delega ma non ho accordi di tipo economico o di tutela legale. Nel mio piccolo, partecipo in questo modo al movimento».
Il blog e gli spettacoli di Beppe Grillo sono prodotti dalla Casaleggio Associati (il cui presidente era Gianroberto Casaleggio), un'azienda di strategie di rete. L'IP del sito, difatti, è lo stesso del sito della Casaleggio Associati. La Casaleggio promuove nuove tecnologie e strategie di comunicazione e presenza on line come, ad esempio, Second Life. Sul blog sono state pubblicate lettere di personaggi dello spettacolo e premi Nobel. Un'analisi dei rapporti di Grillo con la Casaleggio Associati è trattata in un articolo di MicroMega.
Nel 2017 Grillo ha specificato, a seguito di un procedimento legale, che non è responsabile degli articoli che vi appaiono in alcun modo, dissociandosi completamente (stessa cosa per il suo account Twitter).
Nel Gennaio 2018 il Blog di Beppe Grillo passa di gestione: dalla Casaleggio Associati viene affidato alla Happy Grafic, di Caterina Nina Monti, che nel 2004 fonda la sua agenzia di comunicazione a Roma. È un ritorno alle origini, come dichiara lo stesso Grillo.
La decisione di affidare il proprio pensiero a un blog può essere fatta risalire alle vicende che hanno portato al progressivo allontanamento di Grillo dalle emittenti televisive nazionali.
Grillo si definisce come un sostenitore della democrazia diretta e delle iniziative dal basso.. Tali forme di voto popolare hanno ricevuto la critica della stampa quando un attivista ha postato su Facebook un video, in cui si vedeva lo stesso votare con due profili certificati diversi registrati con lo stesso documento d'identità ma con mail diverse.

### Iniziative promosse attraverso il suo blog
- Via dall'Iraq: cominciato con un appello dopo la morte di Nicola Calipari,[121] durante il suo tour col blog ha invitato gli spettatori a scrivere al Presidente della Repubblica Carlo Azeglio Ciampi affinché si adoperasse per il ritiro delle truppe italiane dall'Iraq,[122] la cui presenza nel Paese era definita illegale.[123] Il ritiro è stato nuovamente sollecitato dopo la strage di Falluja[124][125].
- Tango Bond: pubblicizzò dal 2005[126] la sentenza che condannava le banche, che avevano consigliato i bond argentini, a risarcire i loro clienti.[127]
- La ricerca imbavagliata: sostegno a una raccolta fondi per l'acquisto di un microscopio elettronico a scansione del costo di circa 350 000 euro per la ricerca sulle nanoparticelle emesse dagli inceneritori. Si trattava di un incentivo alla ricerca senza scopo di lucro.[54][128]
- Parlamento pulito: il 22 novembre 2005 ha pubblicato sul quotidiano internazionale International Herald Tribune, con il contributo economico dei visitatori del suo blog, un appello contro la rielezione dei deputati del Parlamento italiano ed europeo che avevano subito condanne penali passate in giudicato.[129]
- Grillo ha dato un rilevante contributo all'iniziativa per l'abolizione dei costi di ricarica dei telefonini in linea con gli altri Paesi europei, appoggiando la relativa petizione on-line.[130][131] L'iniziativa ha raggiunto la quota di oltre 820 000 firme, e ha permesso di ottenere e mantenere vivo l'interessamento della Commissione europea, dell'Antitrust e dell'Autorità per le garanzie nelle comunicazioni. Fu il Governo Prodi ad abolire i costi di ricarica con un decreto-legge promosso da Pier Luigi Bersani.[132][133][134]
- Gruppi Meetup: tramite il suo blog Grillo ha proposto la costituzione di gruppi di cittadini, con sede nelle varie città italiane, che rimanendo in contatto tramite internet e organizzando riunioni periodiche, si occupassero dei problemi del loro comune o quartiere. All'inizio del 2010 i gruppi erano già quasi 300,[135] di cui una trentina nati in città estere, tra cui Parigi, New York, Mosca e Londra.
- Economia: dalla metà del 2007[136] Grillo si è battuto contro il risparmio gestito dei fondi pensione obbligatori a discapito del TFR secondo il principio del silenzio-assenso.[137] Negli anni seguenti è continuata la collaborazione con Beppe Scienza, che dal 2008[138] al 2009[139] faceva un primo impietoso bilancio delle pensioni private,[140] del sistema creditizio nel biennio 2010[141] e 2011[142] e dei conflitti di interessi del governo Monti.[143] Nel 2012, per le modifiche normative in materia di fondi pensione, Grillo ha indirizzato una protesta al Ministero del tesoro[144] e ha difeso l'uso del contante contro le commissioni bancarie[145], promuovendo una campagna-sondaggio.[146] Il 2013 ha duramente condannato il redditometro[147] e denunciato lo scandalo politico dell'MPS.[148]
- D'Alema mail bombing: a ottobre 2009, per protestare sulla candidatura ufficiale di Massimo D'Alema alla carica di Mr.pesc,[149][150] viene attuato un mail bombing con gli utenti del blog invitati a inviare e-mail di protesta ai principali giornali e al presidente dell'Unione europea.[151]
- Croce Rossa italiana e il Maresciallo Vincenzo Lo Zito: da maggio 2010, ha seguito il processo in cui è stato imputato per calunnia alla Croce Rossa il Maresciallo dei carabinieri Vincenzo Lo Zito,[152] che dopo averne denunciato gravi irregolarità nella gestione amministrativa regionale abruzzese, presieduta da Maria Teresa Letta (sorella di Gianni), aveva subito un processo insieme a provvedimenti disciplinari.[153] Dopo essere stato sostenuto nelle spese legali,[154] a giugno 2011, Vincenzo Lo Zito veniva prosciolto dall’accusa di calunnia.[155]
- Guerra alla Rete: a fine anno 2011, ha raccolto l'appello promosso dalla comunità di Wikipedia per la libera informazione in rete contro la proposta di legge del deputato Angelino Alfano.[156][157]
- No paroxetina ai bambini: Nel novembre 2015 Grillo tramite il suo blog[158] ha richiesto il ritiro dal commercio della Paroxetina in tutta Europa, in quanto induce il suicidio nei bambini, appellandosi a "tutti quelli che hanno a cuore la salute dei bambini" e facendo riferimento a un articolo pubblicato sul British Medical Journal[159]. Tale aumento di rischio era già ben conosciuto sin dal 2004 da parte delle comunità scientifiche[160] e, pertanto, da anni, l'uso di tale farmaco infatti non è approvato per bambini e adolescenti, come riporta la scheda tecnica della paroxetina: "La paroxetina non deve essere usata per il trattamento di bambini e adolescenti in quanto è stato riscontrato in studi clinici controllati come la paroxetina sia associata a un aumento del rischio di comportamento suicidario e di atteggiamento ostile. Inoltre in tali studi l'efficacia non è stata dimostrata in modo adeguato (vedere paragrafo 4.4 e paragrafo 4.8)"[161].
- Tra fine anni 2000 e inizio anni 2010 sposò sul suo blog posizioni vicine a quelle No Cav[162][163].

### Iniziative che non hanno raggiunto gli obiettivi prefissati
- Fazio vattene: dopo che dal suo blog era intervenuto[164][165] più volte sull'argomento[166][167][168], il 1º settembre 2005 Grillo ha pubblicato, insieme con altri cittadini, una pagina su la Repubblica, in cui rivolgeva un appello all'allora governatore della Banca d'Italia Antonio Fazio, affinché desse le dimissioni in seguito allo scandalo sull'OPA Antonveneta. L'iniziativa[169] non ha raggiunto gli obiettivi prefissati[170], nonostante qualche reazione a livello politico.[171] Il denaro avanzato dalla sottoscrizione è stato utilizzato per l'iniziativa parlamento pulito[172], continuando a mantenere un'elevata attenzione[173][174] anche nei mesi successivi.[175][176][177]
- Shareaction, riprendiamo Telecom: Grillo ha organizzato ciò che ha definito una "OPA alla genovese", chiedendo ai titolari di azioni di Telecom Italia la delega a presentarsi all'assemblea dei soci dell'azienda a loro nome, per "licenziare" il consiglio di amministrazione e ripagare utenti e azionisti «...delle umiliazioni subite in questi anni».[178] Dopo essersi guadagnato la copertina di Internazionale[179], il 16 aprile 2007 Grillo è intervenuto all'assemblea dei soci dell'azienda, svoltasi a Rozzano, parlando a nome dei piccoli azionisti che avevano risposto alla sua richiesta inviandogli migliaia di deleghe e dello Scandalo Telecom-Sismi dichiarandosene egli stesso vittima.[180][181] La raccolta delle deleghe però non è stata conforme a quanto disposto dagli articoli 136 e seguenti del Testo Unico della Finanza e dagli articoli 134 e seguenti del regolamento attuativo Consob numero 11971. Le deleghe sono risultate non utilizzabili in sede d'assemblea.[182][183] Al termine di un discorso durato circa un quarto d'ora (il massimo consentito),[184] Grillo ha comunque chiesto le dimissioni dell'intero CdA[185]. L'iniziativa, pur non raggiungendo gli obiettivi prefissati, ha permesso comunque a Grillo di partecipare anche all'assemblea Telecom avvenuta nel 2010.[186]
- Multa Fede: si interessava alla situazione del pluralismo dei media televisivi evidenziando l'anomala impotenza dell'allora ministro Gentiloni, riguardo all'abuso di frequenze del canale ReteQuattro[187] ai danni di Europa 7,[188] continuava a denunciare in ogni sede[189] possibile.[190]
- V-day (Vaffanculo-Day): l'iniziativa, che ha avuto luogo davanti ai municipi di oltre 180 città italiane[191], tra cui Bologna, con la presenza dello stesso Grillo, e in 25 Paesi esteri[192][193] l'8 settembre 2007 promuoveva una legge di iniziativa popolare, che prevede l'incandidabilità di un cittadino condannato in via definitiva, il limite massimo di due legislature per ogni cittadino eletto, il voto ai candidati e non ai partiti. La proposta di legge ha raccolto 336.144 firme[194], ma non è mai stata inserita in agenda all'esame parlamentare.
- V2-Day: tenuto il 25 aprile 2008 a Torino, dopo esser stato annunciato il 27 ottobre 2007, promuoveva tre proposte referendarie per l'abolizione del finanziamento pubblico all'editoria, l'abolizione dell'ordine dei giornalisti, l'abolizione del decreto legislativo 31 luglio 2005, n. 177, che rappresenta il quadro normativo della radiotelevisione. I giudici dell'Ufficio centrale della Cassazione per i referendum in cui presiedeva il magistrato Corrado Carnevale, hanno giudicato non corrette formalmente le procedure seguite per la raccolta di diverse centinaia di migliaia di firme, di conseguenza nessuno dei tre quesiti refendari ha raggiunto il numero di firme necessarie.[195]

### Critiche al blog
Diversi conoscitori del mondo del web e blogger hanno criticato la struttura e l'impostazione del blog di Beppe Grillo. Per l'editorialista di Punto Informatico, Massimo Mantellini, ad esempio, il blog di Grillo sarebbe «...comunicazione convenzionale con le ballerine del web 2.0 attorno» e arriva a sostenere che «...forse, dico forse, Grillo è volontariamente fuori da qualsiasi dinamica di rete».
Anche il contenuto di alcuni articoli del blog di Grillo è stato oggetto di polemiche. Particolarmente controverso, anche fra i suoi lettori, è stato un post dal titolo I confini sconsacrati in cui Grillo sostenne che «...un Paese non può scaricare sui suoi cittadini i problemi causati da decine di migliaia di rom della Romania che arrivano in Italia» e che «...[il problema dei rom] è un vulcano, una bomba a tempo. Va disinnescata.», additando come responsabili il governo, l'Europa a 25 e il sistema di Schengen e pubblicando una delle "centinaia di lettere sui rom" che dice di ricevere ogni giorno. Ciò suscitò le proteste di diversi visitatori (che bollarono l'articolo come "filippiche proto-leghiste" e "propaganda anni trenta"), mentre Gad Lerner criticò il comico genovese sostenendo di «[essere] capace di prendere applausi solleticando i pregiudizi della gente», e l'ex ministro della solidarietà sociale Paolo Ferrero commentò che «Chi ha molto ascolto si dovrebbe documentare prima di parlare perché altrimenti non aiuta a risolvere i problemi»; d'altra parte, altri lettori del blog si mostrarono d'accordo con i contenuti del post, e l'ex ministro delle infrastrutture Antonio Di Pietro sull'argomento dichiarò che «... bisogna rispondere in modo propositivo e cioè assicurando i servizi necessari ai rom. Ma finché questo non sarà garantito dobbiamo regolamentare gli ingressi.», mostrandosi maggiormente in accordo con il messaggio di Grillo.
Particolarmente controversa anche tra i fruitori del blog è la rigida moderazione attuata verso i commenti agli articoli. Esiste un sito dedicato che raccoglie il testo dei commenti rimossi.
In alcuni casi, inoltre, il blog di Grillo è stato considerato poco attendibile a causa del contenuto di alcuni articoli che pubblicizzerebbero come vere notizie che altre fonti definiscono senza mezzi termini delle "bufale", come nel caso della coppia dei cellulari che riuscirebbero a cuocere le uova, in realtà una leggenda metropolitana che ha avuto origine da un articolo satirico inglese, e la biowashball, una pallina di plastica contenente sferette di ceramica che, secondo i produttori, sarebbe in grado di lavare nella lavatrice senza bisogno di detersivo. Tale prodotto è stato pubblicizzato negli spettacoli di Grillo ed è stato oggetto di indagini separate effettuate dal blogger Paolo Attivissimo, dal periodico Il Salvagente, dall'associazione Altroconsumo, dalla trasmissione Mi manda Raitre (con la consulenza del CNR), e dal programma Patti Chiari della TSI le quali mostravano come non avesse nessun significativo potere pulente superiore a quello della sola acqua calda; a seguito di ciò, il comico genovese ha scritto un post in cui invita a «... non guardare la televisione o leggere i giornali finanziati dallo Stato" per informarsi e sostenendo di possedere una biowashball, ritenendosene soddisfatto». Nello stesso post Grillo ha affermato di non essere pagato per fare pubblicità alla biowashball (allegando in questo senso una lettera dei produttori) e minacciando querele per chi avesse affermato il contrario, precisando però che l'eventuale ricavato di queste ultime sarebbe andato in beneficenza. Analogamente, ha attirato l'attenzione della stampa un video dell'aprile 2012 sul blog di Grillo in cui lo stesso descrive un "algoritmo", chiamato SWG4 zip war Airganon (il nome può variare, non essendo stato pubblicato niente di scritto in merito), il cui sviluppo viene definito "a buon punto": questo software, a suo dire, sarebbe servito a intersecare i redditi dei politici prima e dopo il mandato e sequestrare automaticamente le somme percepite, fatta salva la somma di 1.200 € mensili netti a testa. Secondo un giornalista de Il Post, sia i giornalisti sia i tecnici informatici conclusero che le parole di Grillo "non avevano senso" e, sempre secondo il suddetto giornalista, ci sia la probabilità che il video sia uno scherzo.
Vi è stata la divulgazione di una presunta lettera di papa Benedetto XVI a Grillo pubblicata nel blog il 13 gennaio 2007. La lettera era un falso, o un "quasi falso" come annunciato dallo stesso Grillo tre giorni dopo, creato mettendo insieme alcune dichiarazioni del Pontefice e del suo segretario di stato Tarcisio Bertone, amico e concittadino di Grillo, a proposito delle energie rinnovabili. Alcune parti della finta lettera erano infatti palesemente ispirate alla Lectio magistralis tenuta dal papa a Ratisbona il 12 settembre 2006, Lectio divenuta famosa per le proteste suscitate nella comunità islamica a causa di una citazione di una frase dell'imperatore bizantino Manuele II Paleologo a proposito della guerra santa, nella quale l'imperatore additava come cattive e disumane tutte le cose portate da Maometto.
Qualcosa di analogo avvenne il 26 marzo 2008, quando una lettera sulla questione tibetana, attribuita al presidente cinese Hu Jintao e indirizzata, tra gli altri, a Beppe Grillo, Nancy Pelosi e Richard Gere in qualità di opinion leaders, apparve sul blog. Tale lettera era in realtà costituita da ampi stralci di un discorso tenuto nel 2001 da Hu Jintao, all'epoca vicepresidente, in occasione dei 50 anni della "liberazione pacifica" del Tibet. Infine, al blog sono state mosse accuse di censura da sostenitori di Stefano Montanari, che sarebbe in netto contrasto con le affermazioni di Grillo sulla trasparenza della rete.
Un aspetto curioso è rappresentato dall'amicizia di Grillo con Alfonso Pecoraro Scanio, intervenuto spesso nel suo blog e in interviste televisive e difeso a più riprese nel corso della vicenda che vide l'ex-ministro dell'ambiente coinvolto nella crisi dei rifiuti in Campania, vicenda che incrinò la tenuta del Governo Prodi II.

#### Fotomontaggi sul blog
Grillo ha fatto più volte propaganda tramite fotomontaggi sul blog, alcuni di questi sono stati considerati fuori luogo o offensivi. La comunità ebraica ha condannato come "Infame provocazione" un post nel quale appariva un fotomontaggio del cancello del campo di concentramento di Auschwitz con la scritta "P2 macht frei" (sostituendo l'originale Arbeit macht frei). Altre critiche gli sono state rivolte al riguardo di un fotomontaggio che mostrava Matteo Renzi al comando del volo Germanwings 9525.

## Procedimenti giudiziari

### Incidente di Limone Piemonte
Nel pomeriggio del 7 dicembre 1981 Beppe Grillo perse il controllo di un fuoristrada Chevrolet K5 Blazer mentre percorreva la strada militare, che da Limone Piemonte porta sopra il Colle di Tenda. Il veicolo, sei chilometri dopo "Quota 1400" vicino al confine con la Francia, scivolò su un lastrone di ghiaccio e cadde in un burrone profondo ottanta metri. A bordo con Grillo c'erano quattro suoi amici genovesi, con i quali stava trascorrendo il fine settimana dell'Immacolata. Grillo si salvò gettandosi fuori dall'abitacolo prima che l'auto cadesse nel vuoto e, contuso e in stato di shock, riuscì a chiamare i soccorsi. Tre dei suoi amici rimasti nell'auto persero la vita: i coniugi Renzo Giberti e Rossana Quartapelle, rispettivamente di 45 e 33 anni, e il loro figlio Francesco di 9 anni. Il quarto, Alberto Mambretti, 40 anni, fu ricoverato con prognosi riservata a Cuneo.
Tre settimane dopo l'incidente, per Grillo scattò l'incriminazione per omicidio plurimo colposo. Nell'ottobre 1982 la perizia ordinata dal giudice istruttore suggerì che Grillo era colpevole di non aver fatto scendere i suoi passeggeri prima di affrontare il tratto di strada più pericoloso. Per questo il 28 settembre 1983 il comico genovese fu rinviato a giudizio. Il processo di primo grado si celebrò a Cuneo il 21 marzo 1984 e si concluse con l'assoluzione di Grillo per insufficienza di prove. Pubblico ministero e avvocato della difesa fecero, però, ricorso in appello. Il primo perché aveva chiesto una condanna a sedici mesi di reclusione, il secondo per avere un'assoluzione più ampia.
In appello il 14 marzo 1985 Grillo fu condannato per omicidio colposo, dovuto a incidente stradale, a quattordici mesi di reclusione con il beneficio della condizionale e della non iscrizione. La condanna fu resa definitiva dalla IV sezione penale della Corte suprema di cassazione l'8 aprile 1988.
Questo episodio è stato ricordato nel 2005 per sottolineare che Grillo, condannato con una sentenza definitiva, non era legittimato a chiedere un "parlamento pulito". A questa critica Grillo ha subito replicato spiegando che non si sarebbe mai candidato al Parlamento.

### Cause e condanne per diffamazione
Nel 2003 patteggiò una causa per diffamazione aggravata intentata contro di lui da Rita Levi-Montalcini. Durante uno spettacolo, Beppe Grillo l'aveva definita "vecchia puttana", sostenendo che avesse ottenuto il Premio Nobel per la medicina grazie a una ditta farmaceutica che le aveva comprato il premio.
Nel 2012 in appello Grillo è stato condannato per aver diffamato a mezzo stampa la Fininvest in un suo articolo pubblicato nel 2004 sulla rivista Internazionale. Il risarcimento del danno patrimoniale, pari a 50.000 euro, oltre alle spese processuali, è stato stabilito dai giudici della prima sezione della corte d'appello del tribunale di Roma.
Nel settembre 2013 viene condannato in Corte di cassazione per avere diffamato l'ex sindaco di Asti, e parlamentare per Forza Italia, Giorgio Galvagno. Nel 2003, Grillo aveva definito l'ex primo cittadino "un tangentista", durante uno spettacolo al Teatro Alfieri di Asti. Grillo dovrà versare a Galvagno 25.000 euro e gli interessi a partire dal 2003, come risarcimento del danno, oltre al risarcimento per le spese legali.
Il 12 dicembre 2013 è stato condannato dal Tribunale di Genova in primo grado per diffamazione nei confronti di Antonio Misiani, in qualità di tesoriere del Partito Democratico. Nel maggio 2012 Grillo pubblicò sulla prima pagina del proprio blog un mosaico di immagini con fotografie in stile foto segnaletica degli amministratori di PdL (Rocco Crimi), PD (Antonio Misiani) e UDC (Giuseppe Naro), insieme con quelle degli ex di Lega Nord (Francesco Belsito) e Margherita (Luigi Lusi). Il giudice ha riconosciuto a titolo provvisorio un risarcimento di 25 000 € in favore di Misiani e un risarcimento in favore del Partito Democratico di 5000 €. Il 7 giugno 2015 la Corte d'Appello di Genova assolve Beppe Grillo ritenendo il fatto come un esercizio del diritto di critica.
Il 14 settembre 2015 è stato condannato, in primo grado, dal Tribunale di Ascoli Piceno per diffamazione aggravata nei confronti di Franco Battaglia, professore dell'Università di Modena. La condanna consiste in un anno di reclusione con pena sospesa, 1.250 € di multa e una provvisionale di 50.000 € alla parte offesa. In quell'occasione, Grillo si paragonò a Nelson Mandela e a Sandro Pertini. L'11 luglio 2017 la Corte d'appello di Ancona ha confermato la condanna di primo grado (una provvisionale di 50.000 euro e il pagamento delle spese legali, lievitate a quota 12.000 euro) per diffamazione nei confronti del professor Franco Battaglia, commutando la pena di un anno di reclusione nel pagamento di 6.000 euro.
Il 31 marzo 2017 è stato formalmente indagato per diffamazione in seguito a una querela presentata da Marika Cassimatis, ex candidata sindaco del M5S a Genova. Due settimane più tardi, il 14 aprile 2017, la Procura della Repubblica di Genova ha chiesto l'archiviazione sia per lui sia per Alessandro Di Battista.

### Rapporti con Vincenzo Onorato
Nel gennaio 2022 Beppe Grillo risulta indagato a Milano per traffico di influenze illecite in favore dell'imprenditore Vincenzo Onorato. I rapporti tra i due erano già precedentemente stati all'attenzione della stampa e di interrogazioni parlamentari, da parte di esponenti del M5S stesso. Nel giugno 2024 i pm chiedono l'archiviazione sia per Grillo che per Onorato. Nell'ottobre 2024 l'indagine viene archiviata.

## Controversie

### Stile di vita
Alcune delle critiche rivolte al comico hanno riguardato il suo stile di vita. In particolare è stato criticato per il possesso di una Ferrari e una barca a motore; Beppe Grillo ha precisato di averle avute, ma di averle vendute entrambe e di possedere un'automobile ibrida, confermando di avere due case, una a Genova e una in Toscana. Pesanti critiche gli sono state rivolte anche quando si avvalse del condono fiscale del 2003 promosso dal governo Berlusconi e da lui più volte criticato in quanto premiava gli evasori. Grillo ha ammesso durante un'intervista tenutasi a margine di un suo spettacolo in piazza a Bologna in occasione del V-Day di aver fruito del suddetto condono e che esso si riferiva precisamente a una somma pari a 500 euro.
Il 30 aprile 2008 l'Agenzia delle entrate ha reso consultabile tramite Internet il reddito imponibile dei cittadini che hanno presentato la propria dichiarazione dei redditi per l'anno 2005, operazione per la quale Beppe Grillo ha contestato le modalità di pubblicazione dei dati. Secondo il Corriere della Sera, la reazione di Grillo è stata criticata da alcuni dei suoi sostenitori.
L'unica replica di Grillo è stata una critica ai giornali che avevano riportato la notizia. Dai dati dell'Agenzia delle entrate è emerso che Grillo aveva dichiarato nel 2005 un reddito imponibile di 4.272.591 euro.
Alla sorella di Parvin Tadjk, moglie di Grillo, è intestata la proprietà di una casa sulla spiaggia di Malindi.
Al cognato e autista Walter Vezzoli è intestata una società anonima in Costa Rica.
Nel 2008 è trapelata la notizia dell'acquisto di una casa in Svizzera, sul lago di Lugano, non lontano dall'abitazione di Mina. Grillo ha affermato di averlo fatto per tutelare il blog in caso di oscuramento.
L'11 dicembre 2013 un giornalista di Libero riferisce in un articolo di come due ville di Grillo siano inquadrate in categorie catastali errate, consentendogli risparmi sulla tassazione. In particolare, una villa di 24 vani, 2 piscine e spazi esterni ubicata nella collina di Sant'Ilario, riferisce il giornalista, ha la categoria catastale A/7 (villino) in luogo di A/8 (villa). Lo stesso per un'altra sua villa in Marina di Bibbona da 21 vani, piscina e 5.600 metri quadrati di terreno oltre a una rimessa per barche di 70 metri quadrati, anch'essa con categoria catastale A/7.

### Giudizi sulla tecnologia e Internet
Nel suo spettacolo Time out del 2000, Grillo finiva ogni serata distruggendo un personal computer; Grillo ha spiegato che la critica derivava dal fatto che i PC cambiano di modello molto velocemente, facendo diventare obsoleto quello precedente, a un ritmo a suo dire più consumistico che di reale progresso.
Grillo è stato criticato inoltre da Richard Stallman, fondatore della Free Software Foundation e del Progetto GNU, per l'uso di piattaforme non-libere e di strumenti non liberi, come il suo iPad, sebbene Grillo e il movimento siano sempre stati a favore dell'uso del software libero. Qualche giorno prima, infatti, Grillo aveva pubblicato sul suo blog un articolo-intervista a Stallman a favore del software libero e Mattia Calise, consigliere comunale del M5S a Milano, ha fatto approvare una sua mozione che prevede l'uso di software libero nel comune milanese.

### Rapporti con la stampa
Il 9 gennaio 2008, Alessandro Gilioli, caporedattore de L'Espresso, ha scritto sul suo blog di aver proposto un'intervista a Grillo. Secondo quanto riferito da Gilioli, il comico ha inizialmente accettato, ma successivamente si è rifiutato di rispondere dopo aver letto le domande ed essersi accorto che le risposte a queste ultime potevano essere anche solo parzialmente trascritte, incentrate sulle sue critiche ai giornali e averle ritenute indegne. Gilioli ha commentato la vicenda arrivando alla conclusione che Grillo teme il confronto, che «...ha una strategia di comunicazione basata sul vittimismo da censura» e che usa lo strumento del blog per evitare appunto il dibattito pubblico. Grillo in seguito, in un'intervista concessa a un periodico (Il Ducato), risponde alle critiche di Gilioli: «Il giornalista dell'Espresso, mi voleva fare un'intervista che io non avevo voglia di fare: voleva dimostrare qualche cosa che a me non interessava. Io con l'Espresso ho sempre avuto un buon rapporto. Probabilmente era un infiltrato di Panorama che voleva farmi litigare con l'Espresso. Io ho rilasciato interviste da la Sentinella del Canavese al New York Times. Il numero del New Yorker che esce adesso ha 14 pagine su di me. Però non mi sento obbligato a rispondere sempre e comunque».
Grillo ad aprile 2007 aveva argomentato le sue critiche ai giornali riguardo alle sovvenzioni all'editoria (di cui beneficiava anche il gruppo Espresso-Repubblica di Carlo De Benedetti) e al DdL Levi-Prodi che riproposta nuovamente anche nel 2008 la diatriba continuava prima, dopo il V2-Day e negli anni a seguire.

Nell'autunno 2012 il Corriere della Sera evidenziava come in una parte dello spettacolo del 2006 Incantesimi, il comico espresse queste parole: 
Grillo ha poi ribattuto come opera mistificatoria degli organi di informazione. Nei giorni seguenti veniva invece difeso dal giornalista Marco Travaglio.

Secondo un editorialista de L'Espresso, Grillo ha dichiarato: 
(L'Espresso, 26 marzo 2013)

e lo stesso nota che sul suo blog sia riportato un articolo di Der Spiegel che lo indica come l'unica forza di opposizione alla politica economica di Merkel in Europa affermando:
Fitoussi ha smentito, come anche, sebbene non direttamente, sia Stiglitz sia Krugman. Ciò nonostante, il comico genovese ha ribadito che Stiglitz abbia collaborato a scrivere il programma economico del movimento.
Ad aprile 2013, dichiarò al Bild:
Nel settembre 2020 Paolo Del Debbio, conduttore della trasmissione Dritto e rovescio, ha attaccato Grillo mostrando il video di una presunta aggressione ai danni del giornalista Francesco Selvi. Grillo ha risposto pubblicando un altro video dell'evento, ripreso da una diversa angolazione, in cui sembra smentire questa accusa, poiché si vede che la caduta del giornalista non è stata causata da lui.

### Collaborazione con la Casaleggio Associati
Sono apparsi articoli critici nei confronti dell'editore di Beppe Grillo, la società Casaleggio Associati di Gianroberto Casaleggio. In particolare su MicroMega è ricostruito il rapporto tra il comico genovese e la Casaleggio Associati. Nel marzo 2008 è stato pubblicato Webbe Grillo di Gaetano Luca e Ivan Filice, ex membri dei meetup di Oristano e Monza, in cui si raccolgono tutti i dubbi e le contraddizioni su Beppe Grillo e la Casaleggio Associati, oltre a mettere in risalto le anomalie di alcuni meetup e di alcune liste civiche nascenti.
Il comico Daniele Luttazzi, in una nota del 2009 al suo post "Il cosa e il come" dell'11 settembre 2007, traccia un parallelismo fra l'attività di marketing politico della Casaleggio Associati e quella dell'americano Bivings Group.
«Quella che Grillo spaccia per democrazia dal basso - scrive Luttazzi - in realtà è una campagna di manipolazione dell'opinione pubblica che segue strategie di guerrilla advertising: teasing (il blog, le inserzioni a pagamento sui quotidiani); guerrilla (meet up. V-day); consolidating (liste civiche col bollino blu, movimento di liberazione nazionale).»
In una lettera al direttore del Corriere della Sera pubblicata il 30 maggio 2012 Casaleggio ha affermato: «A chi si chiede chi c'è dietro Grillo o si riferisce a «un'oscura società di marketing» voglio chiarire che non sono mai stato "dietro" a Beppe Grillo, ma al suo fianco. Sono in sostanza cofondatore di questo movimento insieme a lui.»

### Microscopio per Gatti e Montanari
Nel 2006 devolvendo l'incasso della serata di Modena, il blog di Grillo lanciò una sottoscrizione per acquistare un microscopio a scansione ambientale per la ricerca sulle nanopolveri che potesse essere impiegato dai ricercatori modenesi Antonietta Gatti e Stefano Montanari per proseguire delle ricerche su nanoparticelle e nanopatologie.
Alle elezioni politiche del 2008 Stefano Montanari è stato candidato premier dalla lista "Per il Bene Comune" promossa dal senatore del PdCI Fernando Rossi, raccogliendo lo 0,3% dei voti a livello nazionale. Nel gennaio del 2010, il microscopio viene donato dalla onlus Bortolani (indipendente da Gatti e Montanari e da Grillo e legittima proprietaria del microscopio) all'Università di Urbino col "beneplacito" di Beppe Grillo. Alla base di questa scelta, vi sarebbero secondo Grillo dubbi sulle ricerche dei due dottori e il fatto che il microscopio per le ricerche no profit sarebbe stato utilizzato a scopo di lucro presso la Nanodiagnostic srl di Stefano Montanari. Montanari dopo avere precedentemente negato qualsiasi valore scientifico delle proprie ricerche, ha risposto alle critiche pubblicando il libro Il Grillo mannaro e ricostruendo la propria versione dei fatti in cui Grillo si sarebbe:«spacciato per un mecenate d’altri tempi nei suoi confronti, di aver sfruttato la “nano-ricerca” come cavallo di battaglia dei suoi comizi».

### Affermazioni pseudoscientifiche
Durante lo spettacolo Apocalisse morbida del 1998 e in alcune altre occasioni legate ai suoi spettacoli comici, Beppe Grillo ha espresso, su alcuni temi scientifici, posizioni contrastanti con quelle espresse dalla comunità scientifica, spesso ricalcando idee proprie delle teorie del complotto.
In particolare, ha definito l'AIDS come "la più grande bufala di questo secolo", negando il nesso tra la malattia e il virus HIV, e sostenendo che l'agente patogeno non sia mai stato fotografato. Nonostante dal suo blog abbia invece continuato a sostenere ogni tipo di iniziativa utile per contrastare la diffusione del virus HIV dell’AIDS e inoltrato subito la protesta di Vittorio Agnoletto sul finto vaccino italiano dell’AIDS. La posizione di Grillo sull'AIDS è tornata all'attenzione della comunità scientifica tra il 2012 e il 2013, a ridosso dell'esordio elettorale su scala nazionale del Movimento 5 Stelle, in previsione del probabile successo del partito in Parlamento alle elezioni politiche del 2013; le affermazioni del comico sono state oggetto di una lettera aperta da parte della Lega italiana per la lotta contro l'AIDS, la quale invitava Grillo a rivedere le sue posizioni sulla malattia, a fronte anche delle nuove scoperte effettuate sul virus HIV. e di un articolo su L'Espresso a firma di Ignazio Marino. Che già l’anno seguente dal blog di Grillo lamentava l’inadeguatezza dell'assistenza per i migranti nella capitale, rispetto ai:"casi di infezione di HIV e di altre temibili malattie infettive".
Nello stesso spettacolo, concentrandosi nel dibattito sugli OGM, Grillo parla della produzione di un presunto pomodoro geneticamente modificato con i geni del merluzzo per rendere il frutto resistente al freddo, e che la sua diffusione avrebbe causato sessanta casi di decesso per shock anafilattico in soggetti allergici. Entrambe le affermazioni sono prive di fondamento: i pomodori illustrati da Grillo, sviluppati nel 1991 dalla DNA Plant Technology, non sono mai entrati in commercio perché non resistenti al gelo e potenzialmente allergenici; la notizia dei decessi a essi attribuiti è dunque una leggenda metropolitana.
Sempre in temi scientifici, nei suoi spettacoli ha indicato le vaccinazioni come "inutili", in quanto, a suo dire, i casi di malattie quali difterite e poliomielite erano già in declino e le malattie sarebbero scomparse a prescindere dai vaccini; in contrasto con le affermazioni di Grillo, il ruolo delle vaccinazioni di massa nell'eliminazione totale di molte malattie infettive è ampiamente provato. Nel 2015 Grillo è tornato sull'argomento dei vaccini affermando che "una vaccinazione di massa obbligatoria è un regalo alle multinazionali farmaceutiche ed è quanto di più lontano ci possa essere da un approccio appropriato. L'appropriatezza in medicina vuol dire «fare esattamente ciò che serve», evitando di fare ciò che è superfluo". Questa dichiarazione è in aperto contrasto rispetto alla posizione adottata dalla comunità medica e dall'Organizzazione Mondiale della Sanità, tuttavia rimanevano troppe controversie legali e scientifiche anche riguardo episodi di corruzione e di conflitti di interesse con le case farmaceutiche a livello mondiale con la stessa OMS ed europeo con l'EMA; oltre che a una gravissima inefficienza nel sistema comunicativo dell'AIFA.
Grillo ha inoltre etichettato le diagnosi precoci nella prevenzione del cancro come "pericolose", affermando in anticipo sui tempi che "col cancro si può convivere"; ha descritto Luigi Di Bella, autore di un trattamento anticancro di provata inefficacia, "un martire che cura i tumori da trent'anni", nonostante la sperimentazione del metodo Di Bella non abbia portato a risultati positivi e l'analisi retrospettiva dei pazienti in cura presso il dott. Di Bella abbia dimostrato che nessun paziente è mai guarito sottoponendosi al metodo Di Bella (nonostante le affermazioni contrarie del medico modenese, che affermava di aver guarito migliaia di pazienti).
Grillo è poi tornato nuovamente ad affermare la ridotta utilità degli strumenti di diagnosi precoce delle neoplasie il 9 maggio 2015, in occasione della marcia tra Perugia e Assisi organizzata dal Movimento 5 Stelle, affermando che: "la differenza tra mille donne che fanno la mammografia e mille donne che non la fanno... la differenza di salvamento di vita [sic] sono due su mille, che è già tanto, ma non sono ottocento su mille". Questa affermazione ha portato a proteste da parte della comunità scientifica, in quanto il modo con cui viene riportato tale dato ("due per mille") non è corretto, come descritto in un articolo del British Medical Journal (una delle più autorevoli riviste mediche internazionali) del 2005, citato da Grillo stesso nel 2006 insieme a uno del National Cancer Institute; all'interno di un analogo contesto. Nel primo articolo, al contrario, si evidenzia l'utilità della diagnosi precoce tramite mammografia e se ne consiglia l'utilizzo in diverse fasce di età. In esso viene riportato come questo tipo di diagnosi precoce porti a una diminuzione di circa 0,2 punti percentuale (1,9 su mille) della mortalità per carcinoma mammario rispetto alla popolazione femminile generale, la quale corrisponde tuttavia a una molto elevata (33%) diminuzione della mortalità relativa a questa patologia, passando essa da 0,59% a 0,4% nella fascia più anziana. Nell'articolo successivo però gli effetti indesiderati sono stati confermati anche da più recenti approfondimenti sulle procedure corrette, sollevando sempre accese polemiche.

### Posizioni su politica estera medio-orientale
Hanno destato scalpore, nel giugno del 2012, le posizioni di Grillo in merito all'Iran e in generale al medio oriente.
Il comico genovese ha infatti commentato questi temi in un'intervista rilasciata al più diffuso quotidiano israeliano, Yedioth Ahronot, riportata in Italia dal Corriere della Sera e successivamente trascritta, integralmente, nel sito della Comunità Ebraica di Roma.

Di là dalla veridicità della trascrizione del contenuto delle dichiarazioni (la trascrizione dell'articolo differisce da quanto riportato dal Corriere della Sera) le parole di Grillo sono state aspramente criticate dalla Iran Human Rights mentre la Iran Italian Radio ha pubblicato una nota di solidarietà a Grillo.
Dopo l'attentato al giornale Charlie Hebdo a Parigi ha condannato l'episodio sottolineando però la necessità di capirne le cause, da lui indicate nei bombardamenti a Libia, Afghanistan, Iraq ed Egitto, che con un drone fanno molti più morti.

### Sostegno ai regimi autoritari
Negli anni Grillo ha suscitato polemiche per aver più volte ospitato sul proprio blog interventi a sostegno di regimi considerati autoritari, in particolare il Venezuela di Hugo Chávez e Nicolás Maduro, difeso anche durante la crisi presidenziale del 2019.
Nel giugno 2021 ha pubblicato un «rapporto indipendente» firmato da vari studiosi in cui nega il genocidio culturale degli uiguri in Cina, nonostante esso sia stato condannato dall'ONU. Sempre sul suo blog, in occasione del G7 del 2021, ha ospitato un articolo firmato dal professore Andrea Zhok in cui attacca la NATO e la "propaganda atlantista diffusa sui media" contro la Cina e la Russia.
Nel corso delle proteste a Cuba dello stesso anno ha invece rilanciato una lettera del teologo Frei Betto in difesa del regime comunista.

### Assemblea costituente del M5S
A seguito della votazione favorevole alla rimozione del Garante, il 26 novembre 2024 Grillo ha dichiarato il suo intento di far ripetere il voto della Costituente del M5S. L'8 dicembre la seconda consultazione elettorale supera il quorum e conferma l'abolizione del garante e del limite dei due mandati.

## Vita privata
Dal matrimonio con Sonia Toni ha avuto due figli: Luna (1980) e Davide (1983). Nel 1996 ha sposato Parvin Tadjik nella chiesa di Sant'Ilario, figlia di un importatore di tappeti iraniano e di un'italiana (tra i testimoni figurava il cantautore Fabrizio De André, inoltre erano presenti la moglie Dori Ghezzi, il sindaco di Genova Adriano Sansa e l'autore e produttore televisivo Antonio Ricci). La coppia ha avuto due figli: Rocco (1994) e Ciro (2000); Parvin aveva già altri due figli, Valentina (1981) e Matteo (1987), nati dal precedente matrimonio con il calciatore Roberto Scarnecchia. Nel 2006 era proprietario di 12 appartamenti in provincia di Genova. Risiede a Genova, nel quartiere di Sant'Ilario. È tifoso della Sampdoria.

## Nella cultura di massa
- Nel 1996 ha duettato con Mina nel brano Dottore, incluso nell'album Cremona.
- È stato inserito dalla rivista Time nella lista Eroi Europei 2005.[356][357]
- Francesco Baccini ha scritto nel 2006 la canzone Il sogno di Woodstock in occasione dell'evento Woodstock 5 Stelle[358].
- Leo Pari gli ha dedicato le canzoni Ho un Grillo per la testa (2006), V-Day (2007) e infine V-Day (2.0) (2008) registrata insieme a Piotta e Radici nel Cemento.
- Viene citato da Caparezza nella canzone, inclusa nell'album Habemus Capa del 2006, Gli insetti del podere: «[...] e i grilli, lucidi cantanti d'idilli, ammutoliti da insetticidi epuranti di bruchi benestanti». Il cantautore pugliese ha affermato che con "grilli" si riferisce a Grillo e con "bruchi benestanti" a Berlusconi.[359]
- Giorgia ha inserito una parte di uno spettacolo del comico genovese nella canzone Libera la mente, contenuta nell'album Stonata del 2007.
- Loredana Bertè ha scritto una canzone, mai incisa ma eseguita nel corso della trasmissione Le invasioni barbariche (2008), il cui testo inneggia a Grillo "come presidente".[360]
- Una parte di un suo spettacolo, nella quale fa una battuta satirica su Giulio Andreotti, è stata inserita nel film Il divo di Paolo Sorrentino (2008).
- Marracash ha inserito una parte di un suo spettacolo all'inizio della canzone Roie contenuta nell'album Fino a qui tutto bene del 2010.
- Viene citato dagli Huga Flame nella canzone Idoli (2010): «[...] e so che più d'un pagliaccio può apparire in tele, Beppe Grillo ha la diffida, verità che preme [...]».
- Anche i Two Fingerz citano Beppe Grillo nel testo della canzone Questa musica Remix contenuta nell'album Mouse Music del 2012.[361]
- Il gruppo musicale Le Gal cita Grillo e il Movimento 5 Stelle nella canzone Muoviti, contenuta nell'EP Maledetti sogni pubblicato nel 2012. Il brano viene spesso utilizzato nei video degli attivisti.[362][363]
- Edoardo Bennato pubblica nel 2013 il singolo Al diavolo il grillo parlante!,[364] quattro anni dopo il brano con il testo modificato viene inserito nell'album Burattino senza fili 2017, con il titolo Che comico il grillo parlante!

## Opere

### Libri
- Un anno di blog. 2005, Milano, Casaleggio Associati, 2006. ISBN 88-901826-2-8.
- Tutto il Grillo che conta. Dodici anni di monologhi, polemiche, censure, Milano, Feltrinelli, 2006. ISBN 88-07-49043-9.
- Tutte le battaglie di Beppe Grillo. www.beppegrillo.it, Milano, Casaleggio Associati, 2007. ISBN 88-901826-8-7.
- Schiavi moderni. Il precario nell'Italia delle Meraviglie. Dal blog www.beppegrillo.it, Milano, Casaleggio Associati, 2007. ISBN 88-901826-9-5.
- La settimana. Informazione fortemente antibatterica, Milano, Casaleggio Associati, 2008. ISBN 978-88-903084-1-3.
- A riveder le stelle. Come seppellire i partiti e tirar fuori l'Italia dal pantano, Milano, BUR Rizzoli, 2010. ISBN 978-88-17-04170-6.
- Prendiamoci il futuro. [Perché nel Lambro si muore e nel Tamigi sguazzano i delfini?], Milano, Rizzoli, 2010. ISBN 978-88-17-04529-2.
- Beppe Grillo is back, con DVD, Milano, Rizzoli, 2011. ISBN 978-88-17-04873-6.
- Siamo in guerra. [La rete contro i partiti. Per una nuova politica], con Gianroberto Casaleggio, Milano, Chiarelettere, 2011. ISBN 978-88-6190-177-3.
- Spegniamo il nucleare. [Manuale di sopravvivenza alle balle atomiche], Milano, Rizzoli, 2011. ISBN 978-88-17-05174-3.
- Santi laici. Storie di uomini e donne che hanno dato la vita per salvare la nostra democrazia, Milano, Rizzoli, 2011. ISBN 978-88-17-05255-9.
- Tutte le battaglie di Beppe Grillo, Milano, TEA, 2011. ISBN 978-88-502-2500-2.
- Tutto quello che non sapete è vero, Milano, TEA, 2011. ISBN 978-88-502-2696-2.
- Alta voracità. Fermiamo la politica che si sta mangiando il nostro Paese, Milano, Rizzoli, 2012. ISBN 978-88-17-05610-6.
- Il Grillo canta sempre al tramonto - Dialogo sull'Italia e il Movimento 5 Stelle con Dario Fo e Gianroberto Casaleggio, Chiarelettere, 2013. ISBN 978-88-6190-429-3.
- Vinciamo noi con Gianroberto Casaleggio, Chiarelettere, 2014, ISBN 978-88-6190-627-3.
- Tutte le battaglie di Beppe Grillo: Sistemi elettorali a confronto per il cittadino informato con Vauro Senesi, Adagio eBook , 2014, ISBN 978-88-9633-726-4.

### Discografia

#### Album
- 1979 – La deve smettere! (Cinevox Cabaret, CAB 2006, LP)

#### Singoli
- 1981 – Te la dò io l'America/Te la dò io l'America (strumentale), singolo (Cinevox, SC 1155)

#### Collaborazioni
- 1996 – Mina Cremona (PDU, CD), brano Dottore
- 2007 – Giorgia Stonata (Dischi di Cioccolata, CD), brano Libera la mente

### Filmografia
- Cercasi Gesù, regia di Luigi Comencini (1982)
- Scemo di guerra, regia di Dino Risi (1985)
- Topo Galileo, regia di Francesco Laudadio (1988)

### Spettacoli televisivi
- Secondo voi (Rete 1, 1977-1978)
- Festival di Sanremo (Rete 1, 1978; Rai 1, 1988, 1989)
- Luna Park (Rete 1, 1979)
- Fantastico (Rete 1, 1979; Rai 1, 1985-1986)
- Te la do io l'America (Rete 1, 1981)
- Il Grillo parlante (Tele Elefante, 1982)
- Buone notizie all'interno di Domenica in (Rai 1, 1983)
- Te lo do io il Brasile (Rai 1, 1984)
- Grillometro (Rai 1, 1985)
- Beppe Grillo Show (Rai 1, 1993)
- Primo discorso all'umanità (TELE+, 31 dicembre 1998)
- Secondo discorso all'umanità (TELE+, 31 dicembre 1999)
- Terzo discorso all'umanità (TELE+, 31 dicembre 2000)
- Quarto discorso all'umanità (TELE+, 31 dicembre 2001)

### Documentari
- Un Grillo per la testa di Gianluigi Quarti e Tiziano Gamboni (1995[365]), collaborazione scientifica di Marco Morosini, per la trasmissione tv "Rebus" della RSI, Produzione RSI (Enzo Pelli). Poi pubblicato in vhs con il titolo: Beppe Grillo, Un grillo per la testa: "Lo zaino ecologico" e il "punto di non ritorno", Bologna, Editrice Missionaria Italiana - EMIVIDEO, 2000. ISBN 88-307-0965-4 (nel retro della copertina è detto: "Premio Parco Nazionale del Gran Paradiso"  al Canavese International EcoFilm Festival, ora Gran Paradiso Film Festival[366])
- Un futuro sostenibile di Gianluigi Quarti (1998), su RSI [attore? regista? produttore?][367]
- Terra Reloaded (2009), su DVD da beppegrillo.it e Greenpeace, vengono intervistati alcuni esperti di economia e ambiente. Alla regia: Matteo Moneta e Fabrizio Roscini.
- Un Grillo mannaro a Londra (2010), Casaleggio Associati [attore? regista? produttore?]

### Spettacoli ed eventi pubblici
- Buone Notizie (1990)
- Energia e Informazione (1995)[368]
- Cervello (1997)
- Apocalisse morbida (1998)[369]
- Time Out (2000)
- La grande trasformazione (2001)
- Va tutto bene (2002-2003)
- Black out - Facciamo luce (2003-2004)
- BeppeGrillo.it (2004-2005)
- Incantesimi (2006)
- Reset (2007)
- V-Day (2007)
- V2-Day (2008)
- Delirio (2008)
- Monnezza-Day (2009)
- Movimento a cinque stelle (2009)
- Un Grillo mannaro a Londra (2010)
- Woodstock 5 Stelle (2010)
- Beppe Grillo is back (2010)
- Oltre V3-Day (2013)
- Te la do io l'Europa (2014)
- Rabdomante Tour (2015)
- Grillo vs. Grillo (2016)
- Insomnia (2017-2019)
- Io sono il peggiore (2023)
- Io sono un altro (2024)

### Home video
- Gian Luigi Quarti, Tiziano Gamboni, Un grillo per la testa. Lo zaino ecologico e il punto di non ritorno, con la partecipazione di Beppe Grillo, VHS, Bologna, Emivideo, 2000. ISBN 88-307-0965-4.
- Gian Luigi Quarti, Tiziano Gamboni, Un futuro sostenibile. Con meno, di più e meglio una speranza per il nuovo millennio, con la partecipazione di Beppe Grillo, VHS, Bologna, Emivideo, 2000. ISBN 88-307-0970-0.
- Beppe Grillo, Beppegrillo.it, DVD, Milano, Casaleggio Associati, 2005. ISBN 88-901826-0-1. [Spettacolo registrato a Roma il 28 aprile 2005]
- Beppe Grillo, Beppe Grillo 2006. Incantesimi, 2 DVD, Milano, Casaleggio Associati, 2006. ISBN 88-901826-4-4. [Spettacolo registrato a Bologna il 7 marzo 2006]
- Beppe Grillo, V-Day 2007. Parlamento pulito. Unofficial bootleg, DVD, Milano, Casaleggio Associati, 2007. ISBN 978-88-901826-6-2. [Registrato a Bologna l'8 settembre 2007]
- Beppe Grillo, Reset, DVD, Milano, Casaleggio Associati, 2007. ISBN 88-901826-7-9.
- Beppe Grillo, V2-Day. Libera informazione in libero Stato, 2 DVD, Milano, Casaleggio Associati, 2008. ISBN 978-88-903084-0-6. [Registrato a Torino il 25 aprile 2008]
- Beppe Grillo, Passaparola, volume 1. Ci pisciano addosso e ci dicono che piove, conversazioni con Marco Travaglio, DVD, Milano, Casaleggio Associati, 2008. ISBN 978-88-903084-2-0.
- Beppe Grillo, Passaparola, volume 2. Senza stato, né legge, conversazioni con Marco Travaglio, DVD, Milano, Casaleggio Associati, 2008. ISBN 978-88-903084-3-7.
- Beppe Grillo, Passaparola, volume 3. Mafiocrazia, conversazioni con Marco Travaglio, DVD, Milano, Casaleggio Associati, 2009. ISBN 978-88-903084-4-4.
- Beppe Grillo, Passaparola, volume 4. Io so, conversazioni con Marco Travaglio, DVD, Milano, Casaleggio Associati, 2009. ISBN 978-88-903084-5-1.
- Beppe Grillo, Delirio tour 2008/2009. www.beppegrillo.it, DVD, Milano, Casaleggio Associati, 2008. ISBN 978-88-903084-6-8.
- Beppe Grillo, Terra reloaded, DVD, Milano, Casaleggio Associati, 2009. ISBN 978-88-903084-8-2.
- Beppe Grillo, Passaparola, volume 5. Gli sciacalli dell'informazione, conversazioni con Marco Travaglio, DVD, Milano, Casaleggio Associati, 2009. ISBN 978-88-903084-9-9.
- Vitamina Grillo. 4 DVD effervescenti per stomaci forti, 4 DVD, Milano, Casaleggio Associati, 2009. ISBN 978-88-96337-02-8. [Contiene: Beppegrillo.it, Incantesimi, Reset, Delirio]
- Beppe Grillo, Un Grillo mannaro a Londra. Ecologia, cultura e crisi finanziaria in un incredibile viaggio oltremanica, DVD, Roma, Editoriale Il fatto quotidiano, 2010. ISBN 978-88-96337-03-5.
- Beppe Grillo, Woodstock 5 Stelle, DVD, Milano, Casaleggio Associati, 2010. ISBN 978-88-96337-05-9.
- Beppe Grillo, Beppe Grillo is back. Tour 2010-2011, DVD, Milano, Rizzoli, 2011. ISBN 978-88-17-04873-6.